# Борихолм (община)
 Тази статия е за общината Борихолм.  За други значениея на Борихолм вижте Борихолм (пояснение).  
Борихолм (на шведски: Borgholms kommun) е община разположена в лен Калмар, южна Швеция с обща площ 684 km2 и население 10 619 души (към 31 декември 2013). Общината е разположена в северната част на остров Йоланд и на юг граничи с община Мьорбюлонга. Административен център на община Борихолм е едноименния град Борихолм.
Исторически забележителности в общината са замъка Борихолм и имението Халторп.

## Население
Населението на община Борихолм през последните няколко десетилетия е относително постоянно, с лека тенденция към намаляване. Гъстотата на населението е 15,61 д/km2.
| Население на община Борихолм в годините между 1970 и 2010 | Население на община Борихолм в годините между 1970 и 2010 | Население на община Борихолм в годините между 1970 и 2010 | Население на община Борихолм в годините между 1970 и 2010 | Население на община Борихолм в годините между 1970 и 2010 |
| --------------------------------------------------------- | --------------------------------------------------------- | --------------------------------------------------------- | --------------------------------------------------------- | --------------------------------------------------------- |
| Година                                                    |                                                           |                                                           | Население                                                 |                                                           |
| 1970                                                      | 1970                                                      |                                                           | 10 432                                                    | 10 432                                                    |
| 1975                                                      | 1975                                                      |                                                           | 10 786                                                    | 10 786                                                    |
| 1980                                                      | 1980                                                      |                                                           | 11 030                                                    | 11 030                                                    |
| 1985                                                      | 1985                                                      |                                                           | 11 079                                                    | 11 079                                                    |
| 1990                                                      | 1990                                                      |                                                           | 11 484                                                    | 11 484                                                    |
| 1995                                                      | 1995                                                      |                                                           | 11 859                                                    | 11 859                                                    |
| 2000                                                      | 2000                                                      |                                                           | 11 288                                                    | 11 288                                                    |
| 2005                                                      | 2005                                                      |                                                           | 11 067                                                    | 11 067                                                    |
| 2010                                                      | 2010                                                      |                                                           | 10 676                                                    | 10 676                                                    |
| Източник: SCB – Преброяване по регион и време             |                                                           |                                                           |                                                           |                                                           |

## История
Община Борихолм е формирана през 1974 година. Първоначално от 1862 година, в рамките на общината се разполагат 15 отделни административни единици, сукен (на шведски: socken) — „Албьоке сукен“ (Alböke socken), „Бредсетра сукен“ (Bredsätra socken), „Бьода сукен“ (Böda socken), „Гердсльоса сукен“ (Gärdslösa socken), „Егбю сукен“ (Egby socken), „Лонгльотс сукен“ (Långlöts socken), „Льотс сукен“ (Löts socken), „Першнес сукен“ (Persnäs socken), „Реплинге сукен“ (Räpplinge socken), „Рунстенс сукен“ (Runstens socken), „Фьора сукен“ (Föra socken), Хьогбю сукен“ (Högby socken), „Хьогсрумс сукен“ (Högsrums socken), „Шела сукен“ (Källa socken), „Шьопингс сукен“ (Köpings socken) и шестнадесета отделна „Борихолм стад“ (Borgholm stad). След административна реформа през 1952 година, петнадесетте се обединяват в три по-големи административни региони, така наречените големи общини (на шведски: landskommun) — „Гердсльоса ландскомун“ (Gärdslösa landskommun), „Шьопингсвикс ландскомун“ (Köpingsviks landskommun) и „Йоланд-Окербу ландскомун“ (Ölands-Åkerbo landskommun), а статутът на „Борихолм стад“ се запазва.
По-късно през 1969 година два от новите региони („Гердсльоса ландскомун“ и „Шьопингсвикс ландскомун“) са обединени с „Борихолм-стад“. През 1971 година името „Борихолм стад“ се променя на „община Борихолм“. Процесът на окрупняване завършва през 1974 година след присъединяване и на третия регион („Йоланд-Окербу ландскомун“), като общината добива окончателен вид.
На 7 юли 2009, паралелно с изборите за Европейски парламент, към жителите на общините Мьорбюлонга и Борихолм е отправено допитване за сливане на двете общини на остров Йоланд в рамките на една административна единица. Резултатът от допитването е 56 % отрицателен вот, което е причина общините да останат отделени една от друга.

## Селищни центрове в общината
Селищните центрове (на шведски: tätort) в община Борихолм са 5 и към 31 декември 2010 година имат население съответно:
| # | Селищен център           | Население (към 31 декември 2010) |
| - | ------------------------ | -------------------------------- |
| 1 | Борихолм (Borgholm)      | 3071                             |
| 2 | Шьопингсвик (Köpingsvik) | 599                              |
| 3 | Льоторп (Löttorp)        | 438                              |
| 4 | Рела (Rälla)             | 407                              |
| 5 | Бьорквикен (Björkviken)  | 208                              |

Административният център на община Борихолм е удебелен.
В общината има и няколко много малки населени места (на шведски: småort), които по дефиниция имат население между 50 и 199 души. Такива към дата 31 декември 2005 година са :
- Бьода (Böda) – 100 души,
- Ведборм (Vedborm) – 53 души,
- Гердсльоса (Gärdslösa) – 125 души,
- Линдбю (Lindby) – 60 души,
- Лонгльот (Långlöt) – 103 души,
- Мелбьода и част от Бьода (Mellböda och del av Böda) – 112 души,
- Окербю и Лоперстад (Åkerby och Lopperstad) – 71 души,
- Реплинге (Räpplinge) – 138 души,
- Рунстен-Биербю (Runsten-Bjärby) – 106 души,
- Сандбю (Sandby) – 65 души,
- Сандвик (Sandvik) – 63 души,
- Сетра (Sättra) – 81 души,
- Спютерум (Spjutterum) – 130 души,
- Стура Рьор (Stora Rör) – 154 души,
- Сьодвик (Södvik) – 85 души,
- Сьорбю (Sörby) – 59 души,
- Тюсбю (Tjusby) – 51 души,
- Фюрюхел, Блорьор и Солбериамаркен (Furuhäll, Blårör och Solbergamarken) – 75 души